# Gérard Mestrallet
Gérard Mestrallet (París, 1 de abril de 1949) es un directivo francés.
Mestrallet estudió en el Instituto de études políticas de Toulouse, la École nationale de l'aviation civile y es licenciado en la École Polytechnique y en la Escuela Nacional de Administración. En 1984 se incorporó al proveedor de energía francés GDF Suez. Primero como asesor especial del presidente, después como vicepresidente senior de Asuntos Industriales. En febrero de 1991, se convirtió en director general de la Société générale de Belgique. En julio de 1995, Mestrallet fue nombrado presidente y director general de la Compagnie de Suez, y en junio de 1997 presidente del consejo de administración de Suez Lyonnaise des Eaux. De 2001 a 2016 fue consejero delegado y hasta 2018 presidente del consejo de administración de la empresa francesa GDF Suez (desde 2015 Engie).
En 2018, Mestrallet fue nombrado por el presidente francés Emmanuel Macron como presidente ejecutivo de la Agencia de Desarrollo Al-Ula en Arabia Saudí, responsable del desarrollo turístico y cultural en colaboración con el Reino de Arabia Saudí.